# Małżynek
Małżynek (Stylonychia) – rodzaj orzęsków (Ciliata), pierwotniaków przynależący do rodziny Oxytrichidae. Rodzaj wprowadzony do nomenklatury biologicznej przez Christiana Gottfrieda Ehrenberga w 1830 roku. Znane są też nazwy synonimiczne rodzaju, czasami zapisuje się nazwę jako Stylonichia. Gatunkiem typowym ochrzczono Trichoda mytilus (= S. mytilus).
Wielkość komórki powyżej 150 mikrometrów. Ogółem cała komórka jest nieelastyczna, o wydłużonym owalnym kształcie, grzbieto-brzusznie spłaszczona. Błona komórkowa określana jako falista. Na stronie grzbietowej sytuują się dwa rzędy małych rzęsek – z przodu zaś występują długie przednie szczecinki. Również i z tyłu obecne są 3 mocne i widoczne szczecinki (ang. caudal cirri). Makronukleus podzielony na 2 części. W komórce znajdują się 4 mikronukleusy – łącznie z makrojądrem zawierają 600 razy więcej DNA niż pojedynczy diploidalny mikronukleus. S. pustulata jest często mylony z przedstawicielami Oxytrichia, które wyróżnia m.in.: giętkość komórki.

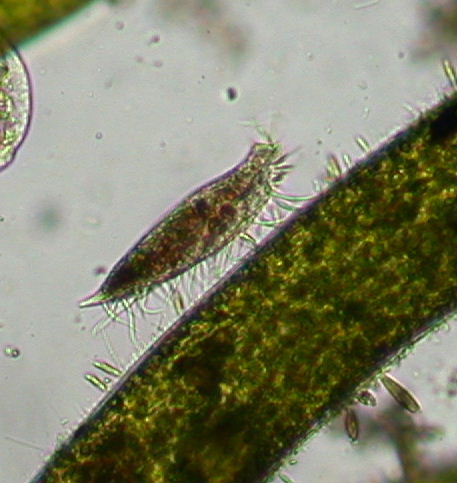
Małżynek – widok od boku

Przedstawiciele rodzaju żyją w ekosystemach słodkowodnych, przesiadając przykładowo na wodorostach. Potrafią dostosować swój rozmiar i kształt ciała do pobierania cząsteczek pokarmu; w obecności dużych ofiar osiągają większe rozmiary ciała, pozwalające skuteczniej polować. Małżynek rozmnaża się za pomocą koniugacji, w podobny sposób, jak czynią to inne orzęski – dwa osobniki wymieniają się materiałem genetycznym, wpierw jednak każdy mikronukleus przechodzi mejozę, aby powstały haploidalne jądra. Ze względu na swą powszechność, gatunki z tej jednostki systematycznej są używane w celu badań nad eukariotycznym chromosomem.
Badania wykazują, że Stylonychia nie jest monofiletyczna. Do rodzaju należą gatunki:
- Stylonychia fissiseta Claparede & Lachmann, 1858
- Stylonychia grandis Hemberger, 1982
- Stylonychia lanceolata Ehrenberg, 1838
- Stylonychia macrostyla Sterki, 1878
- Stylonychia mytilus (O.F. Muller) Ehrenberg, 1830
- Stylonychia notophora Stokes, 1885
- Stylonychia pustulata (O.F. Muller, 1786) Ehrenberg, 1835
- Stylonychia putrina Stokes, 1885
- Stylonychia vorax Stokes, 1885